# Fratrodon
Fratrodon is een geslacht van uitgestorven zoogdieren uit de familie Paroxyclaenidae dat tijdens het Eoceen in Europa leefde. De typesoort is Fratrodon tresvauxi.

## Fossiele vondsten
Fossielen van Fratrodon zijn gevonden in Frankrijk in Mutigny en dateren uit Vroeg-Eoceen met een ouderdom van 54 tot 52 miljoen jaar (European land mammal age Neustrian).

## Kenmerken
Vermoedelijk was Fratrodon een frugivoor. Het lichaamsgewicht wordt geschat op circa 1,5 kilogram.